# Iglesia de San Mateo (Jerez de la Frontera)
La iglesia de San Mateo es una iglesia situada en Jerez de la Frontera (Andalucía, España).
Situada en pleno casco histórico de origen musulmán, fue una de las seis parroquias establecidas en Jerez de la Frontera tras la Reconquista (1264), ofreciendo su construcción algún elemento de caracteres románicos, aunque básicamente es un edificio gótico, levantado en la transición de los siglos XIV-XV, con incorporaciones renacentistas y barrocas. Recientemente ha sido restaurado.
Como iglesia parroquial conformó a su alrededor un barrio, situado en el extremo occidental del casco histórico, siendo, con respecto a la trama urbana, el elemento más importante en la articulación de espacios residenciales urbanos con otros industriales representados por las bodegas.

## Descripción
La Iglesia es un edificio en el que la sillería de piedra es el material definitorio. Presenta una sola nave con tres tramos, más otro que actúa a modo de crucero, aunque no sobresale respecto al ancho de la nave y el del presbiterio. A esta única nave se abren diversas capillas laterales. A ambos lados de la cabecera, que es plana, se adosan dos torres, una rematada por chapitel piramidal y la otra mocha. Una espadaña de dos cuerpos que alberga tres campanas se levanta en el lado de la epístola.
Estos cinco tramos responden a dos momentos constructivos distintos. Los tres tramos finales de los pies se cubren con bóvedas de crucería con terceletes, más bajas que las de los otros dos tramos, en los que las bóvedas son estrelladas con nervaduras ricamente decoradas en sus claves.

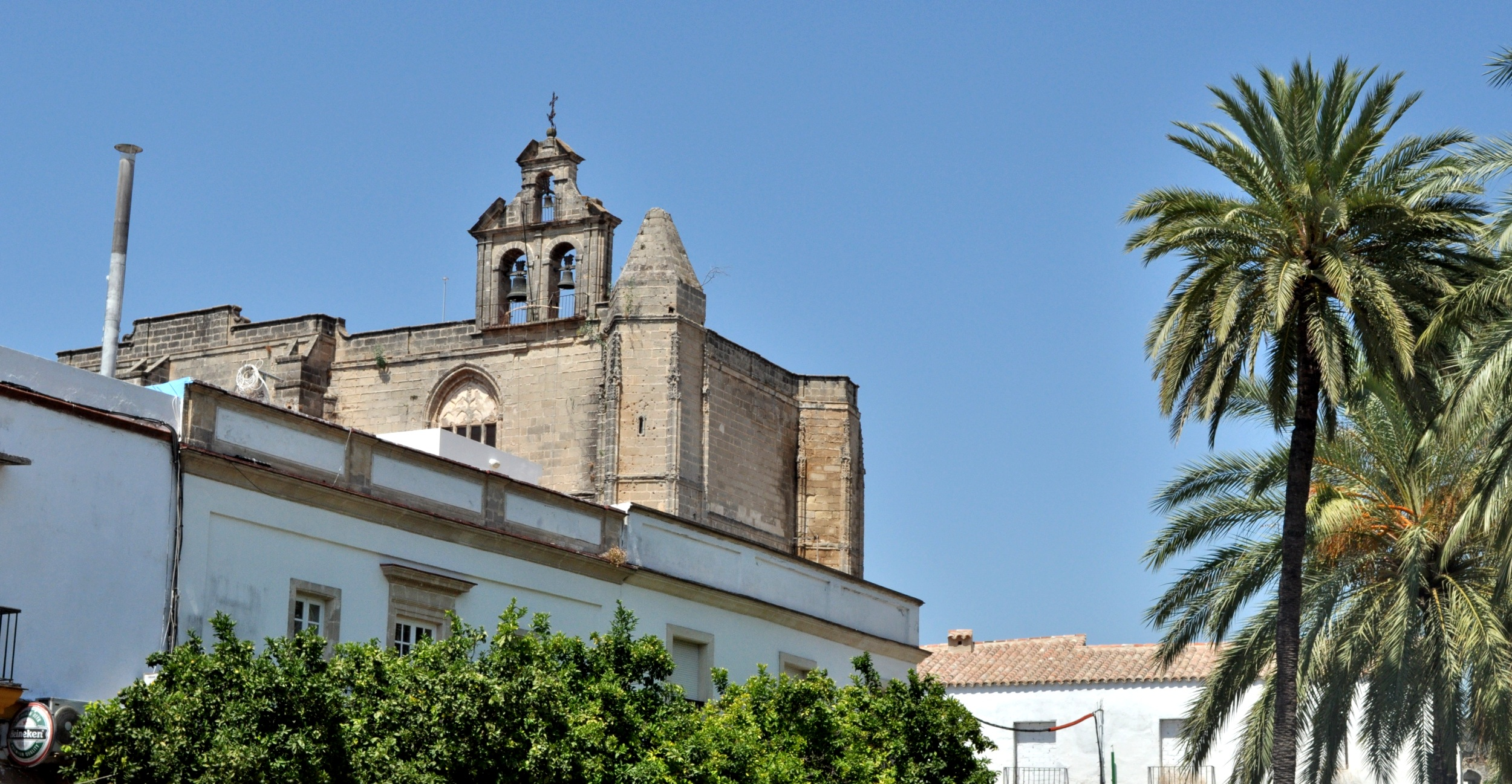
Iglesia de San Mateo desde la Plaza del Mercado.

Las capillas laterales ofrecen variedad de abovedamientos. Pueden destacarse la bóveda de medio cañón con decoración de óvalos resaltados, de tipología renacentista, de la capilla del Cristo de las Penas, o la cúpula de 12 paños sobre trompas que cubre la capilla de la Virgen de la Cabeza.
La capilla del Cristo de las Penas ofrece hacia la nave una portada en arco de medio punto flanqueado por pilastras dóricas que apoyan sobre pedestales ornamentados con leones rampantes en el exterior y grifos en su interior. En las enjutas y en el friso se desarrollan motivos figurativos y florales al modo renacentista. La reja que cierra esta capilla, también con motivos decorativos renacentistas, data del año 1594 según consta en la cartela central del friso.
Al exterior son dos las portadas:
- La del lado de la epístola es de tipología mudéjar, aunque se encuentra muy transformada.
- La de los pies, hoy cegada, es la más interesante y primitiva. De arco apuntado con gablete queda flanqueada por dos agujas, a modo de contrafuertes, con nervios y remate de pináculos. Sobre ella corre una crestería horizontal. Tanto la composición como la decoración la relacionan con las portadas góticas de la catedral de Sevilla.

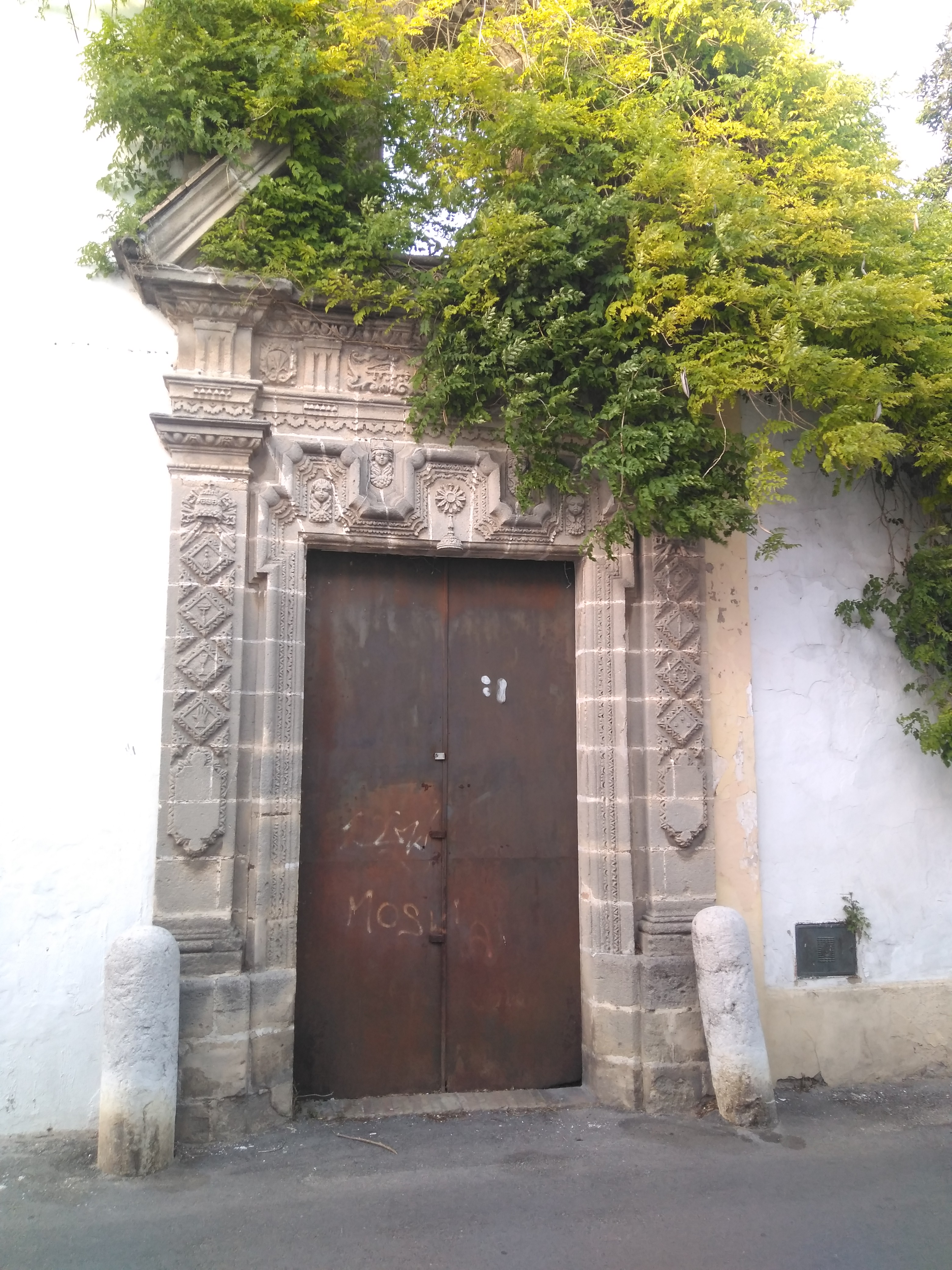
Portada de San Mateo chico.

Como consecuencia del terremoto de Lisboa se tapió la puerta principal, desde entonces se usa como acceso principal la puerta del lado de la epístola. Mientras se arregló el templo se celebró misa en una capilla hecha al efecto, denominada San Mateo chico, construida en el Palacio de San Blas y con acceso directo a la actual calle san Ildefonso.

## Estado actual
En el siglo XXI ha sido restaurado gracias a la plataforma Pro San Mateo. La parte más complicada fue la capilla del Sagrario cuyas obras comenzaron más tarde.
Es Bien de Interés Cultural desde 2000.

## Sede
La iglesia es sede la Hermandad del Desconsuelo, conocida como "Los judíos de San Mateo", cuya dolorosa recibió la Medalla de Oro de la ciudad en su tercer centenario.

## Galería de imágenes

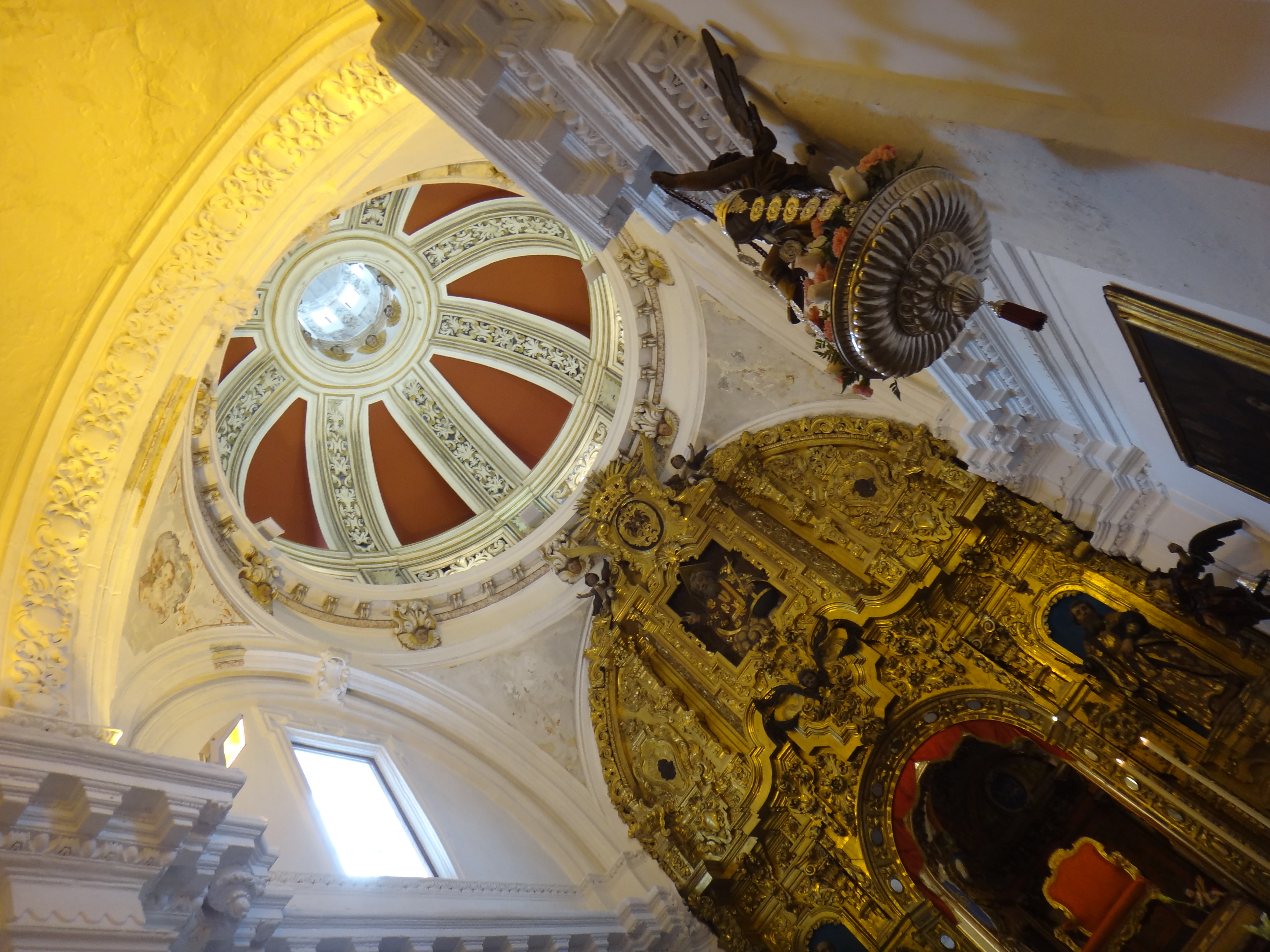
Altar.
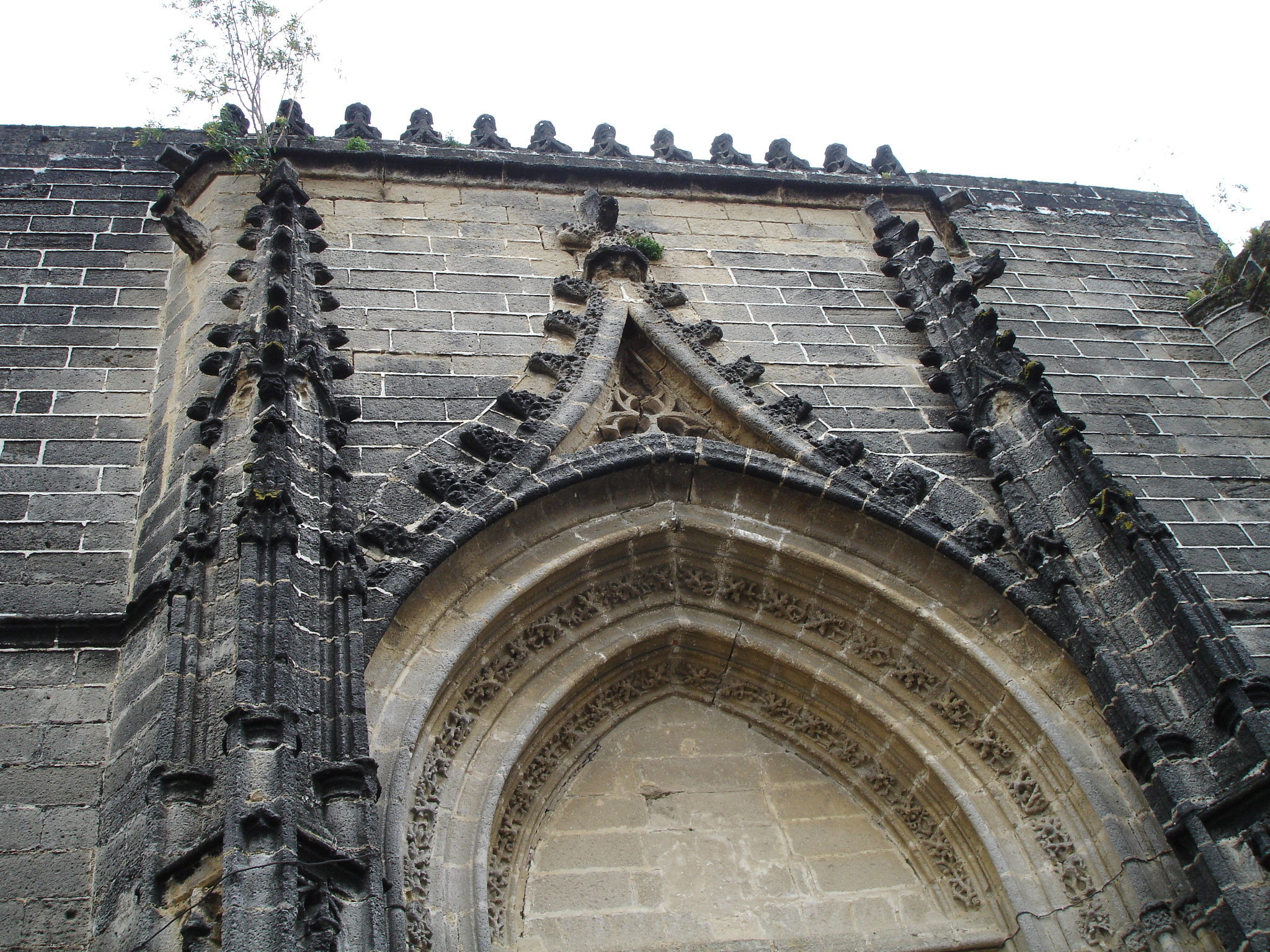
Antigua puerta principal, cegada tras el terremoto de Lisboa.
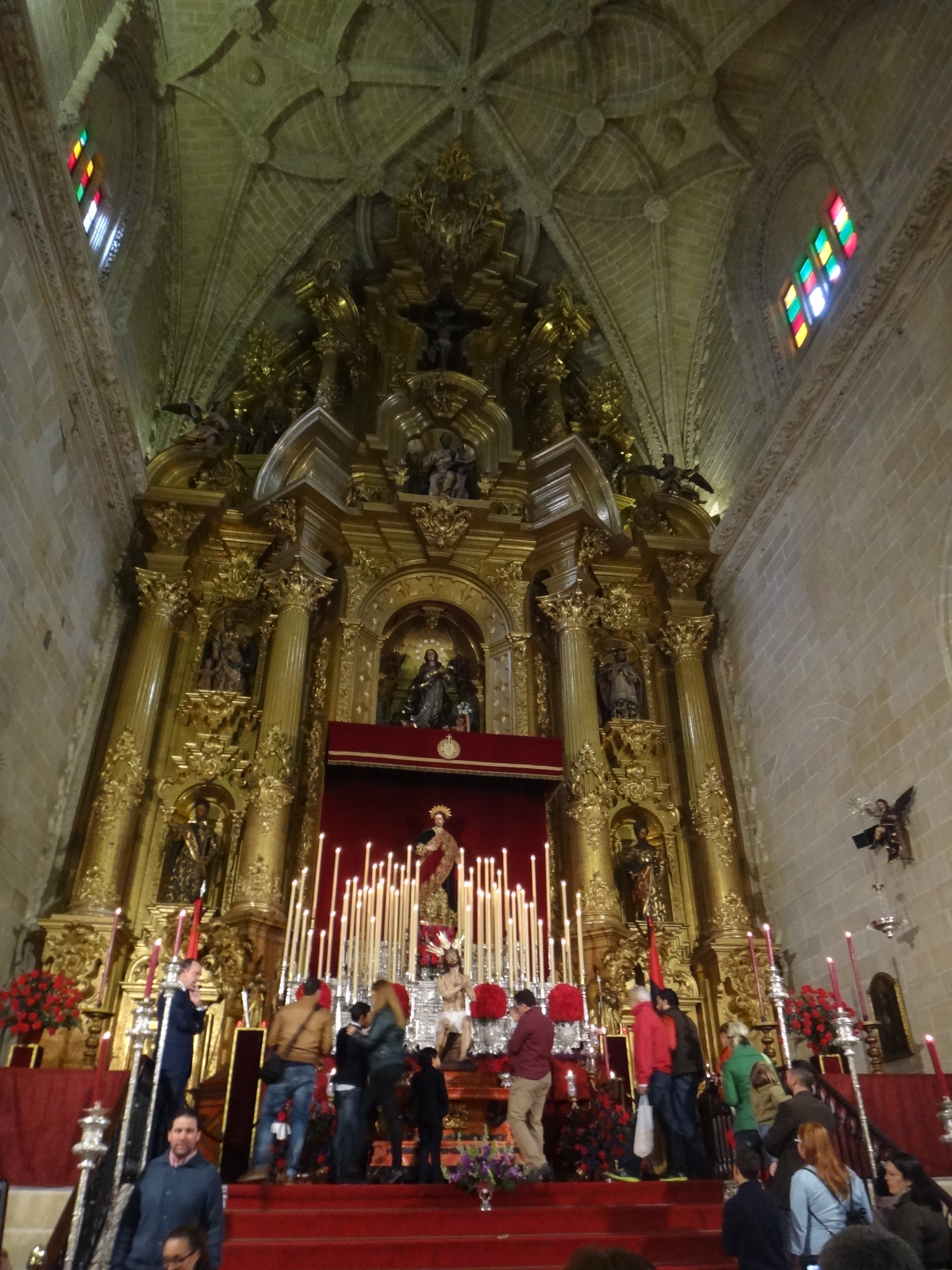
Interior.
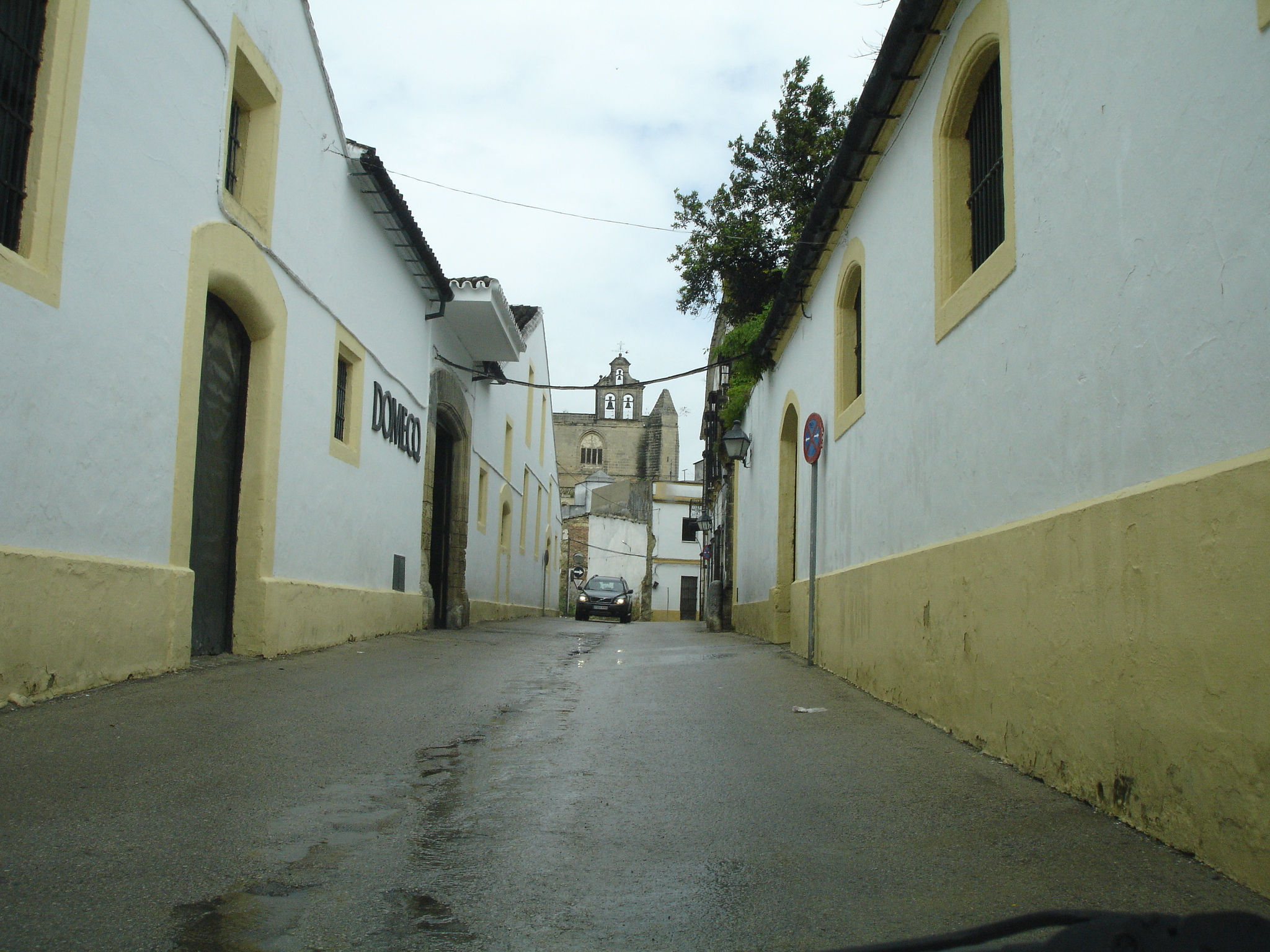
Vista al subir por la Cuesta del Espíritu Santo.